# Monte Fumo
Der Monte Fumo ist ein 3409 m s.l.m. hoher Berg in den Adamello-Presanella-Alpen in Italien.

## Geographie
Der Berg befindet sich ca. 4 km östlich des Gipfels des Adamello in einem von Nord nach Süd verlaufenden Bergkamm zwischen den Tälern Valle Adamè und Val di Fumo an jeweils deren Talende. Im Westen erstreckt sich der weitläufige Adamellogletscher. Unmittelbar im Süden befindet sich der 3353 m s.l.m. hohe Nebengipfel Anticima di Monte Fumo.